# Сухоязы
Сухоязы — река в России, протекает по Бураевскому, Мишкинскому и Бирскому районам Башкортостана. Длина реки составляет 19 км.
Начинается у восточной окраины села Новоельдяково. Течёт сначала на северо-восток до Сармашева, потом — в общем восточном направлении через Токтарово, Илимарино и Тынбаево. Устье реки находится в 18 км по правому берегу реки Кынгыр.
Основные притоки — речки Идяш (пр) и Тореш (лв).

## Данные водного реестра
По данным государственного водного реестра России относится к Камскому бассейновому округу, водохозяйственный участок реки — Белая от города Бирск и до устья, речной подбассейн реки — Белая. Речной бассейн реки — Кама.
Код объекта в государственном водном реестре — 10010201612111100025520.